# Universidad Sultan Moulay Slimane
La Universidad Sultan Moulay Slimane es una universidad pública creada en 2006, situada en Bení Mellal, Región de Beni Mellal-Khenifra, Marruecos. El nombre de la institución homenajea al sultán Sulaymán de Marruecos, noble alauí del siglo XVIII.

## Presentación
La Universidad Sultan Moulay Slimane tiene los siguientes establecimientos:
- La Facultad de las humanidades y de las ciencias humanas (creada en 1987)
- La Facultad de las ciencias y técnicas (creada en 1994)
- La Facultad multidisciplinaria (abierta en 2003-2004
- La Escuela nacional empresarial.
- La Escuela superior de tecnología.

El campus también alberga:
- La ciudad universitaria Oualed Hamdane (inaugurada en 1989)
- La residencia universitaria Mghila (inaugurada en 2005).

- Datos: Q3551494